# 冰暴

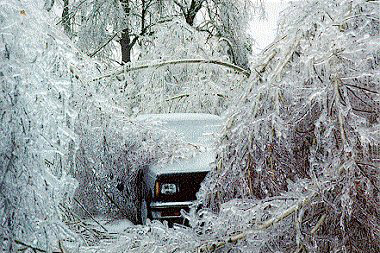
冰暴造成的破坏

冰暴，是一种以冻雨为特征的冬季风暴。 美国国家气象局将冰暴定义为导致至少0.25英寸（6.4毫米）地表积冰的天气状况。  它们通常不是猛烈的风暴，而通常是在略低于冰点的温度下发生的冻雨天气。

## 形成

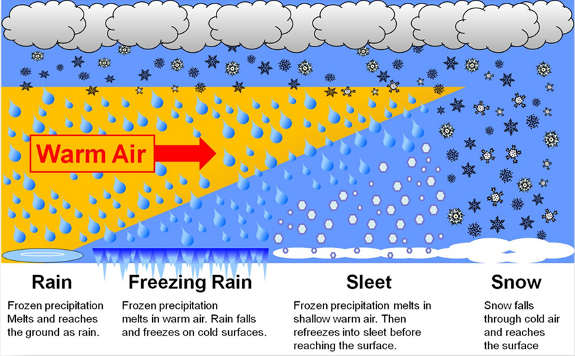
显示不同种类降水形成的图表。

冰的形成始于靠近地表的低于冰点温度的一层高于冰点的空气层。冻结的降水在落入暖空气层的同时融化成雨，然后在下面的冷层开始重新冻结。如果沉淀物在空气中重新冻结，它将以雨夹雪的形式降落在地面上。或者，液滴可以继续下落而不结冰，穿过地表上方的冷空气。然后，这层薄薄的空气将雨水冷却到冰点以下（ 0 °C或32 °F）。然而，水滴本身不会冻结，这种现象称为过冷（或形成“过冷水滴”）。当过冷液滴撞击地面或其他任何低于0 °C（32 °F）的物体时 （例如电源线、树枝、飞机），随着冷水的滴落，一层冰积聚起来，形成一层缓慢增厚的冰膜，从而形成冻雨。   
虽然气象学家可以预测冰暴将在何时何地发生，但一些风暴仍然会在很少或没有警告的情况下发生。 在美国，大部分冰暴发生在东北地区，但破坏性风暴发生在更远的南方； 1994 年 2 月的一场冰暴导致南至密西西比州的巨大冰层堆积，据报道在九个州造成了破坏。  

## 影响

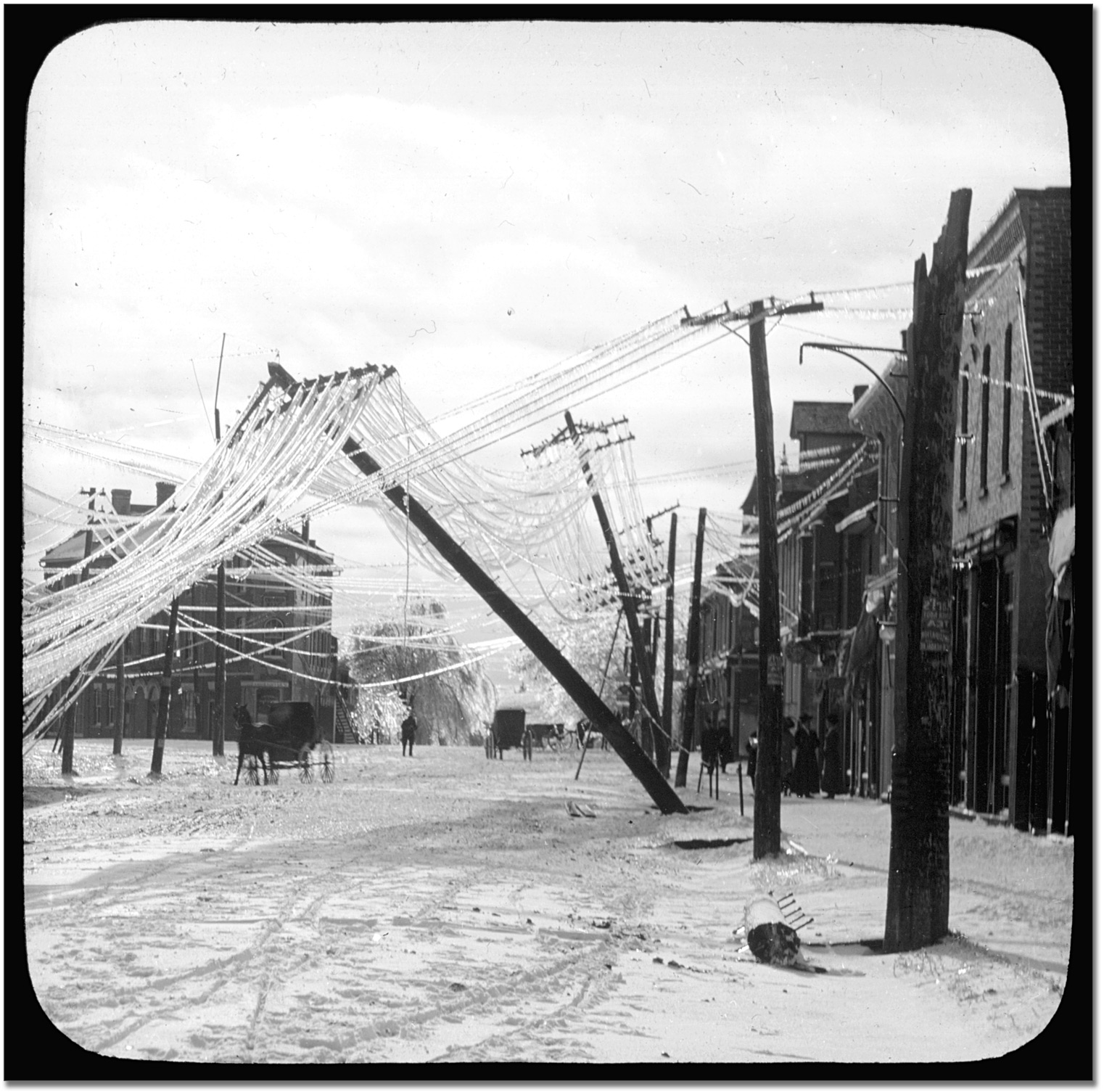
冰暴过后，电线杆和电线杆倒塌。除了扰乱交通，冰暴还会通过折断线路和电线杆来扰乱公用事业。

冰暴带来的冻雨覆盖着厚重、光滑的雨凇。 除了危险的驾驶或步行条件外，树枝甚至整棵树都可能因冰的重量而断裂。掉落的树枝会阻塞道路、拆除电源线和电话线，并造成其他损害。即使没有倒下的树木和树枝，冰本身的重量也很容易折断电源线，还会折断并拉倒电源/电线杆；甚至带有钢架的电力塔。这可能会使人们在几天到一个月的任何时间里断电。根据大多数气象学家的说法，只有0.25英寸的积冰可增加约500磅每条输电线上的承重。冰暴造成的破坏很容易使整个大都市地区断电。
冰暴期间断电会间接导致体温过低并导致死亡。由于管道内的水结冰，它还可能导致管道破裂。

## 图片展示

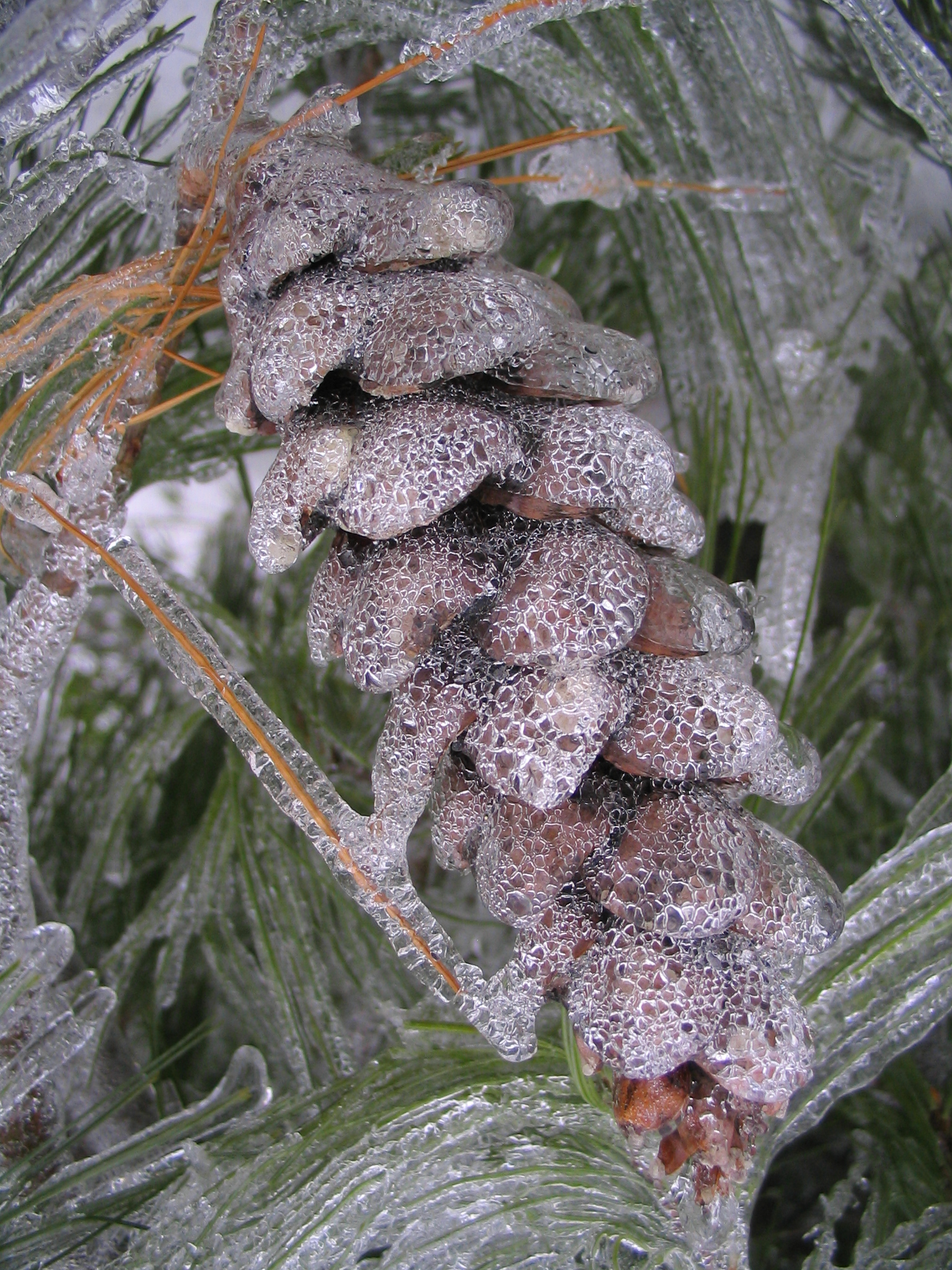
在冰盖的松果的细节
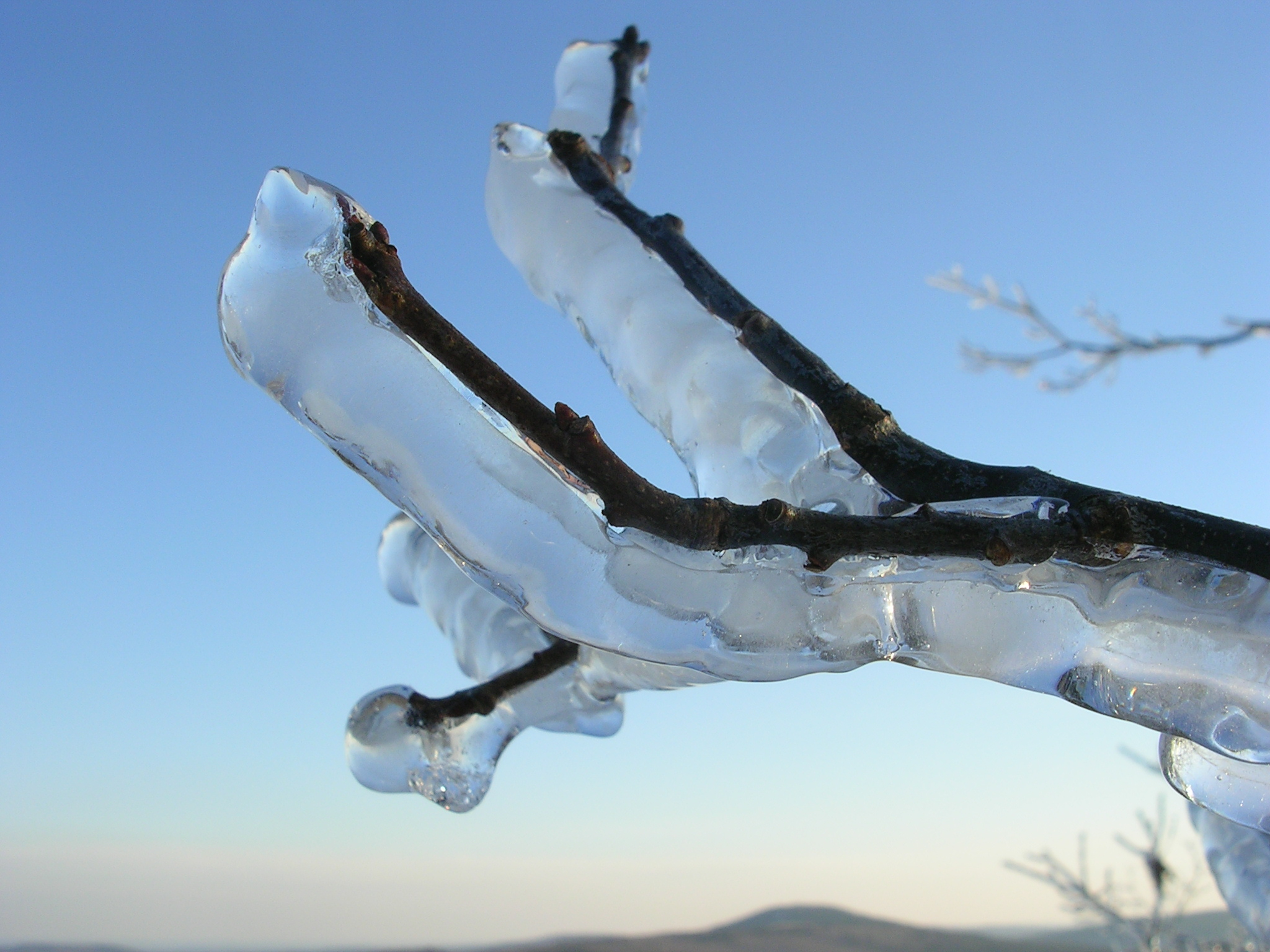
冰暴后树枝上结冰
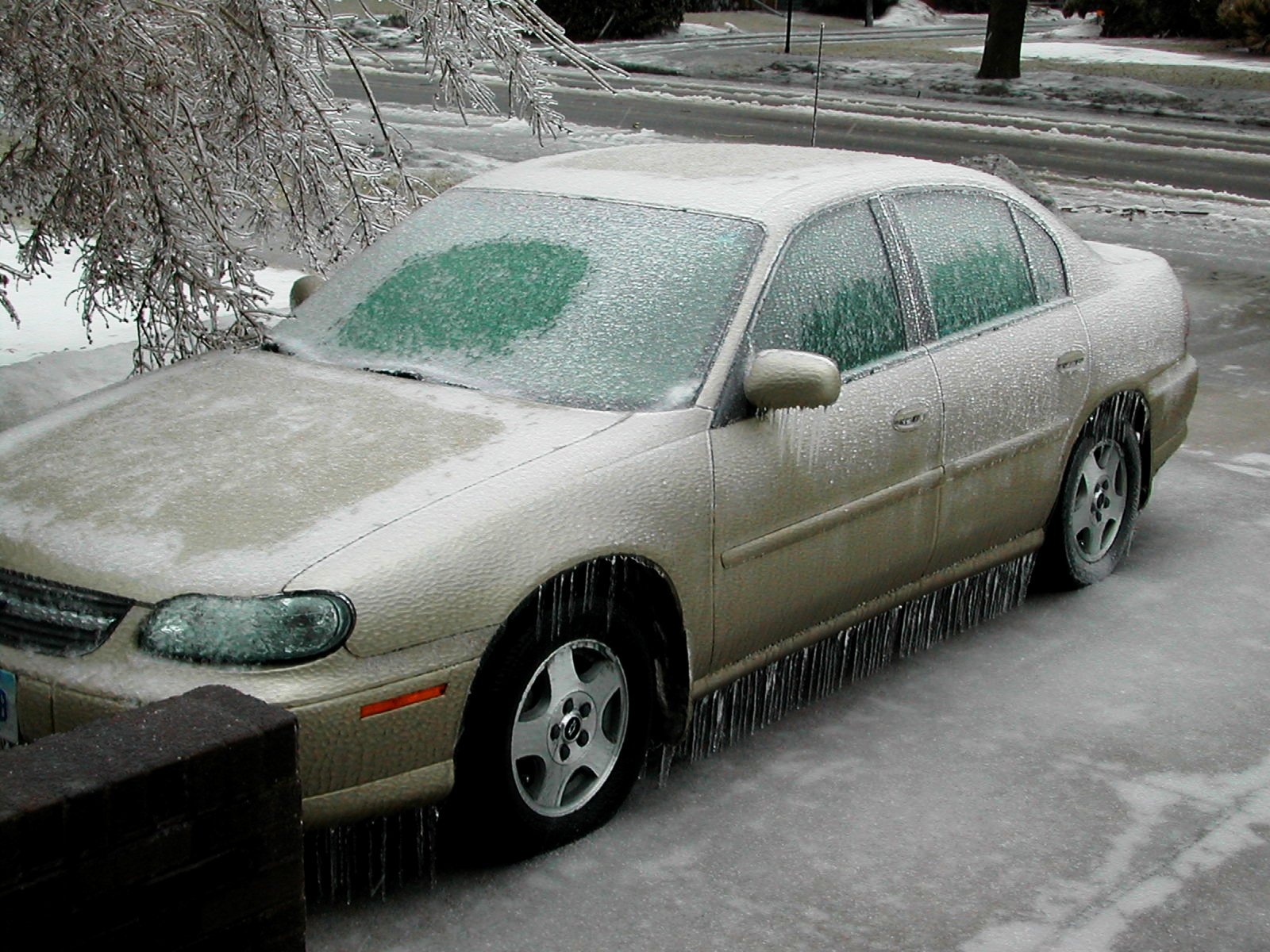
在冰风暴以后的汽车
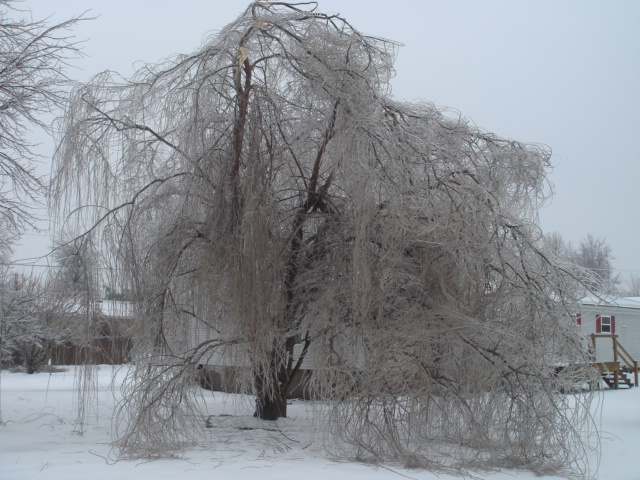
一棵被冰风暴损坏的垂柳树